# Christophe Diandy
Christophe Diandy, né le 25 novembre 1990 à Dakar au Sénégal, est un footballeur sénégalais.

## Carrière
Dès son plus jeune âge, il s'est mis au football. Son premier club fut l'AS Yego Dakar qu'il ne quitte qu'en 2007. Cette année-là, il quitte le Sénégal pour rejoindre le Ghana et le club de Liberty Professionals, où il joue régulièrement lors de la saison 2007-2008. Il jouera encore la saison suivante avant de rejoindre l'Europe en 2009.

### RSC Anderlecht
Alors qu'il pouvait rejoindre la France en signant au FC Metz ou aux Girondins de Bordeaux, Christophe Diandy a préféré le RSC Anderlecht, club phare du championnat belge, où il rejoint son compatriote et ami, Cheikhou Kouyaté.
Ses débuts en mauve, il les faits le 17 octobre 2009, lors d'une montée au jeu face au Sporting de Charleroi. Cinq jours plus tard, il est titularisé pour la première fois.
À ce jour, son temps de jeu reste très limité.
Il joue 1 match de Ligue des champions avec Anderlecht.

### OH Louvain
En juin 2011, il est prêté OH Louvain, grâce à la filière Anderlecht-Louvain.

### Sporting Charleroi
Fin août 2012, il est prêté pour une saison au Sporting Charleroi.  Après une bonne saison avec le club carolo, il retourne au Sporting d'Anderlecht. 

### RAEC Mons
En août 2013, il signe en faveur du RAEC Mons.  Il s'impose comme titulaire, mais ne peut empêcher la relégation du club montois en fin de saison.
Le 14 juin 2014, il revient au Sporting Charleroi, de nouveau en prêt, pour une saison.

## Palmarès
- Champion de Belgique en 2010 avec Anderlecht